# 363
363 (CCCLXIII) var ett normalår som började en onsdag i den julianska kalendern.

## Händelser

### Mars
- 5 mars – Kejsar Julianus Apostata flyttar från Antiochia med en armé på 90 000 man mot Sasaniderriket.

### Maj
- 29 maj – Julianus anländer till den sasanidiska huvudstaden och besegrar Shapur II:s armé i slaget vid Ktesifon, men kan inte belägra staden.

### Juni
- 16 juni – Den romerska armén börjar retirera från sasanidernas riket, efter att ha blivit anfallen av deras trupper.
- 26 juni – Julianus stupar, varvid general Jovianus utropas till kejsare av trupperna på slagfältet.

### Okänt datum
- Perisapora förstörs av Julianus.
- Nisibis lämnas till Persien av Jovianus.
- Hunnerna når fram till Kaspiska havet.
- Natabéerstaden Petra skadas av en jordbävning.
- Konciliet i Laodicea hålls, för att man ska försöka komma fram till uppföranderegler för kyrkomedlemmar. Den viktigaste lagen som godtas av detta koncilium är nummer 29, som förbjuder vila under sabbaten (lördag) och bestämmer söndagen som vilo- och kyrkogångsdag.

## Avlidna
- 26 juni – Julianus Apostata, romersk kejsare (stupad)
- Artemius, imperialprefekt i Egypten